# Tərtər (Stadt)
Tərtər (eingedeutscht: Tartar, früher Mirbaşır) ist die Hauptstadt des Bezirks Tərtər in Aserbaidschan. 2008 lebten 18.200 Personen in der Stadt.

## Geschichte
Von 1947 bis 1949 hatte Tərtər den Status einer städtischen Siedlung, die dann in die Stadt Mirbaşır umgewandelt wurde, benannt nach dem aserbaidschanisch-sowjetischen Parteiführer Mirbaşır Qasimov. Im Jahr 1963 wurde der Bezirk Tərtər abgeschafft und der Bezirk zusammen mit der Stadt zum Bezirk Bərdə zusammengelegt. Im Jahr 1965 wurde der Bezirk wieder abgetrennt. Am 7. Februar 1991 wurde der historische Name der Stadt, Tərtər, wiederhergestellt.
Im Jahr 1994, während des ersten Krieges um Bergkarabach, starteten armenische Streitkräfte einen groß angelegten Angriff auf die Stadt. Den aserbaidschanischen Streitkräften gelang es, ihre Stellungen vor Tərtər bis zum Waffenstillstand zu halten, woraufhin die Stadt nur wenige Kilometer von der Kontaktlinie entfernt war. Im zweiten Krieg 2020 wurde die Stadt von armenischen Truppen bombardiert.